# Love Is Blindness
«Love Is Blindness» (с англ. — «Любовь слепа») — песня ирландской рок-группы U2, заключительная композиция альбома Achtung Baby. Тематически песня описывает разрушающийся роман, метафорически объединяя личные темы с темой маленькой смерти.
«Love Is Blindness» звучала практически на всех концертах тура Zoo TV (1992—1993), исполняясь последней либо предпоследней (после неё вокалист группы Боно сольно исполнял «Can't Help Falling in Love» Элвиса Пресли); ближе к его окончанию практически не игралась.
Песня получила благоприятные отзывы критиков и различных исполнителей.

## Запись и вдохновение
Песня была сочинена Боно на пианино в 1988 году в ходе работы над альбомом Rattle and Hum. На автора оказали влияние сентиментальные любовные песни Жака Бреля. Первоначально планировалось отдать её американской певице Нине Симон; но после совместного исполнения было решено придержать её для следующего альбома.

Эдж. Кардифф, 1993 год

В период работы над Achtung Baby гитарист коллектива Эдж разошёлся с женой, и это повлияло не только на микроклимат группы, участники которой с ранних лет держались вместе, но и на развитие песни в частности. Эдж признавался, что поездки в Берлин для работы над альбомом помогали ему избегать мыслей о разрушенном браке: «Я исчезал в музыке, по некоторым причинам. Она служила убежищем в пути. Но это не совсем работало. Знаете, я не был в… душевном равновесии.» Завершающее гитарное соло послужило для музыканта катарсисом: он «вложил в него все свои чувства, всю боль, всю тоску, абсолютно всё».

«Когда мы вошли, чтобы сделать дубль, одна струна была порвана, а он продолжал играть, жёстче и жёстче. Порвалась ещё одна. А у него вообще-то мягкое касание, он деликатен. Всё исчезло под действием ярости. И там таки нет ни одной фальшивой ноты.»— Боно
Продюсерская команда придала басу Адама Клейтона «низкоуровневый пульсирующий эффект», который Эдж описал как «действительно гениальную идею». Ударные Ларри Маллена берут за образец «I Still Haven't Found What I'm Looking For» 1987 года с понижением скорости игры.
Композиция сыграна в тактовом размере 6/4, 48 ударов в минуту, в Си-бемоль миноре.

## Текст и тематика

Боно сочинил «Love Is Blindness» на пианино — нетривиальном для него инструменте

В текстовом плане совмещаются личные и политические темы. Комментируя строки «A little death / Without mourning / No call / And no warning / Baby, a dangerous idea / That almost makes sense» («Маленькая смерть / Без похорон / Без приглашения / И предупреждения / Детка, опасная идея / Почти имела смысл»), Боно отметил: «Там имеется отсылка к „маленькой смерти“, которая может обозначать как террористический акт, так и слабость во время оргазма». "Нет ничего более опасного, " — говорил он, — «чем идея — или человек — который практически прав. Знаете, двадцатому веку понадобилось 100 лет, чтобы победить коммунизм. Есть ещё одна опасная идея, которая почти имела смысл.»
Биограф U2 Билл Фланаган писал, что последние три песни Achtung Baby — «Ultraviolet», «Acrobat» и «Love Is Blindness» — иллюстрируют возникновение перед влюблёнными парами задачи сглаживания страданий, которые они причинили друг другу. Обозреватель журнала Uncut Гэвин Мартин считал, что песня содержит «изображения любви, униженной или оставленной». Он писал: «С плотным церковным органным вступлением, пульсирующим синти-басом и гитарной ревербацией, переходящей в наполненной галлюцинациями вопль, она блестяще описывает разногласия и угрозу, которую выражает Achtung Baby. И всё же, благодаря очаровательной звуковой палитре и надломленному, но чувственному вокалу, „Love Is Blindness“ также намечает поиск гармонии и спасения.»
Филолог Атара Стейн писала, что «песня предполагает, что любовь может существовать только через преднамеренный самообман, добровольную сдачу иллюзии. Автор просит возлюбленную „обернуть вокруг него ночь“, потому что он объявляет, что „не хочет видеть“. Он понимает, что его представление о возлюбленной — ложное, но это — единственное, что может удовлетворить его. Он хочет видеть её в идеализированных тонах, и она сможет отразить ему то представление о себе, которое он жаждет увидеть.»
Редактор журнала Hot Press Нил Стокс писал, что «песня — вновь — забирает нас в тёмный мир обмана, неверности и предательства. Она изображает любовь на волоске, на самом конце привязи. Это холодное и отчаянное представление о мире, которое вы получите, прочувствовав эмоциональный климат, в котором выполнен альбом.» Строчки «Love is blindness / I don’t want to see», по его мнению, также могут быть «безжизненным подтверждением ужасной действительности, которую иногда лучше не знать».

## Отзывы
Песня получила благоприятные отзывы критиков. Гэвин Мартин (журнал Uncut) дал ей 5 звёзд. Нил Стокс (журнал Hot Press) писал, что «её чувства стали прекрасным завершением Achtung Baby», отмечая, что гитарное соло «вырезает плотные эмоциональные блюзовые ноты, которые задерживаются и затем опадают как слёзы.» Роланд Холанд (журнал Third Way) назвал песню «преследующей и мелодичной», сочтя при этом, что она — о потере девственности. Журналист Билл Вумэн сравнил звук гитары Эджа со «сверлом дантиста». Джон Парелес (New York Times) описал её как «элегию, которая сравнивает любовь с „потоплением в глубоком колодце“ и желает этого, так или иначе»; Джули Романдетта (Boston Herald) — как «плач разбитого сердца, нежный и подавленный». Рецензент Waterloo Region Record написал так: «Едва ли хит U2, но их завершающие [треки] всегда были антиклиматичны».
Джордж Варга (The San Diego Union-Tribune) написал, что это один из самых интересных треков в альбоме, назвав её «одой замученной любви в стиле Дэвида Боуи». И Майкл Росс из Sunday Times, и Джеймс Хили из The San Diego Union-Tribune сожалели, что «Love Is Blindness» не вошла в сборник The Best of 1990–2000. Сергей Степанов («Афиша Daily») назвал «Love Is Blindness» «душераздирающей», отнеся гитарную работу Эджа к жемчужинам его творчества.
Эдж назвал её «отличным завершением альбома и, вероятно, одним из самых лучших текстов Боно». Боно сравнил звучание баса с «жидкой лавой из центра Земли», а об игре Эджа сказал так: «Это невероятно».

## Концертное исполнение
Композиция была исполнена на первом шоу Zoo TV 29 февраля 1992 года в Лейкленде, Флорида и, за исключением двух концертов, всегда была завершающей в трек-листе. Начиная с «Outside Broadcast», третьей части турне, сразу после неё Боно исполнял «Can't Help Falling in Love» Элвиса Пресли (которую лишь однажды заменила «Are You Lonesome Tonight?»). В отличие от студийной версии, уходящей в диминуэндо, на концертах гитарное соло Эджа звучало полностью. Во время исполнения «Love Is Blindness» Боно довольно часто приглашал на сцену девушку из толпы и танцевал с ней. Всего же в ходе Zoo TV «Love Is Blindness» была исполнена на 154 концертах из 157, завершая 67 из них.
По окончании Zoo TV композиция звучала на концертах всего дважды. 10 апреля 2001 года в Калгари, Альберта, Канада, Боно добавил несколько строчек в «One», а 1 марта 2006 года на концерте в Буэнос-Айресе, Аргентина, U2 спонтанно исполнили песню, завершая концерт. В документальном фильме U2 «From the Sky Down» о периоде записи Achtung Baby и переломах, произошедших в группе за это время, Эдж исполнил «Love Is Blindness» на акустической гитаре.
Концертный историк U2 де ла Парра назвал исполнение «Love Is Blindness» «знойным; экраны транслируют карту созвездий, давая зрителям чувство плавания через Вселенную, передавая ощущения расстояния и одиночества, присущие песне». Марк Лэпидж из The Gazette описал заключительный танец как «адекватный момент человеческой близости после двух часов шума». Джин Армстронг из The Arizona Daily Star назвал песню «щемящей романтической заключительной мелодией», описав соло Эджа как «особенно нежное».
Рецензент Boston Herald назвала композицию «неброской»: «U2 парили на протяжении 90 минут и завершили хныканьем вместо взрыва». Гэри Графф (Houston Chronicle) также счёл её «угрюмым завершением шоу».

## Участники записи
| U2 - Боно — вокал; - Эдж — гитара; - Адам Клейтон — бас-гитара; - Ларри Маллен мл. — ударные, перкуссия | технический персонал - Даниель Лануа — музыкальный продюсер, микширование; - Флад — звукорежиссёр, микширование; - Робби Адамс — помощник звукорежиссёра, микширование; - Шэннон Стронг — помощник звукорежиссёра, микширование |

## Кавер-версии
- В 1995 году американская певица Кассандра Уилсон записала свою версию песни для своего альбома New Moon Daughter[34].
- В 2000 году голландская группа Kane[англ.] записала свою версию песни для концертного трибьют-альбома With or Without You[35].
- В 2011 году американский музыкант Джек Уайт записал свою версию песни для трибьют-альбома AHK-toong BAY-bi Covered, приуроченного к двадцатилетию выхода Achtung Baby. Его версия также вошла в саундтрек фильма «Великий Гэтсби»[36].
- Песня была исполнена в пятом[37] и девятом[38] сезонах шоу «The Voice».